# Tarsus (miasto)
Tarsus (gr. Tarsos, łac. Tarsus ar. طرسوس trl. Ṭarsūs, trl. Tarsus), Tars – miasto w południowej Turcji, w Cylicji, nad rzeką Kydnos, w prowincji (il) Içel, 245 671 mieszkańców (2012).
Założony między X a IX w. p.n.e. Obok niego przebiegał ważny trakt handlowy zwany „Wrotami Cylickimi”. W VIII wieku p.n.e. podbity przez Asyrię, później pod panowaniem Persji. W 333 p.n.e. zdobyty przez Aleksandra III Wielkiego. Po jego śmierci pod panowaniem dynastii Seleucydów. Od 64 p.n.e. stolica rzymskiej prowincji Cylicji (Cilicia). Od VII w. pod panowaniem arabskim. W czasie wojen krzyżowych miasto weszło w skład Królestwa Małej Armenii. Od 1359 roku znalazło się pod zwierzchnictwem sułtanatu mameluckiego, będąc w tym czasie częścią emiratu Ramazan. Zdobyte ostatecznie przez Turków w roku 1516.
Z miasta pochodzili: święty Paweł z Tarsu apostoł, Teodor z Tarsu i Diodor z Tarsu. W Tarsie został stracony w 290 roku św. Bonifacy. W Tarsie zmarli: w 313 cesarz rzymski Maksymin II Daja, w 1101 syn króla Francji Henryka I, Hugo de Vermandois.
W mieście rozwinął się przemysł włókienniczy, chemiczny oraz spożywczy.

## Przypisy

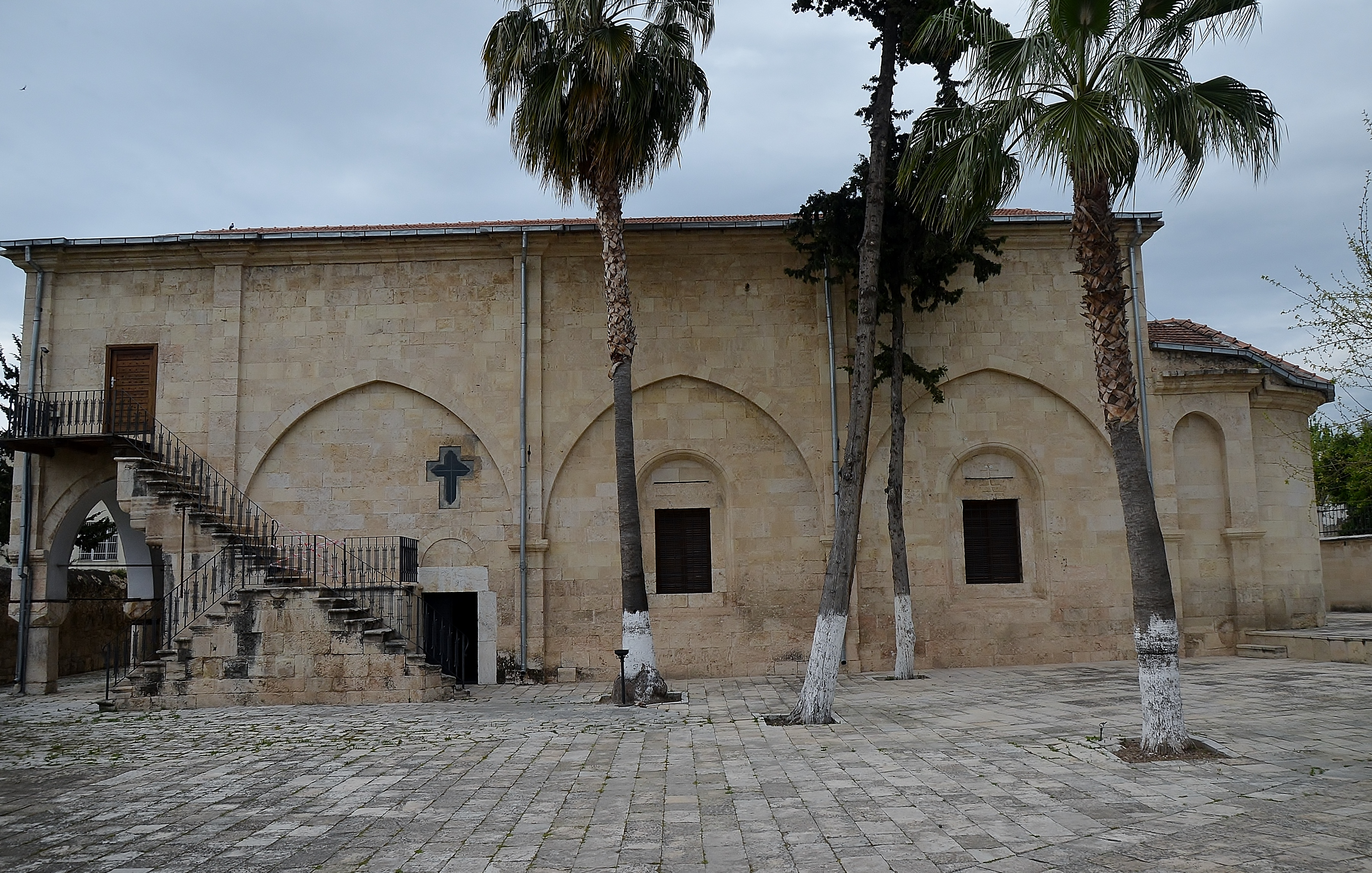
Kościół św. Pawła
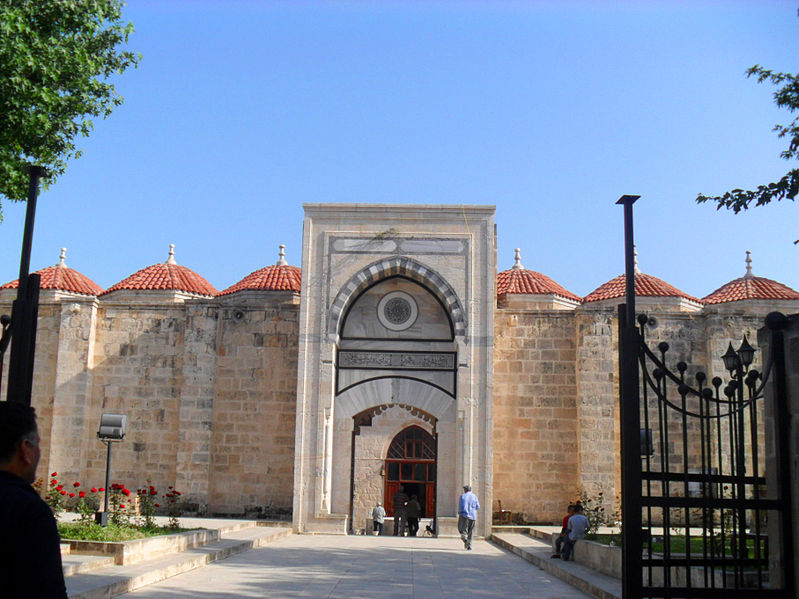
Wielki Meczet